# 이은형 (희극인)
이은형(李銀炯, 1983년 4월 16일 ~ )은 대한민국의 희극 배우이다. 키가 176cm이다. 가족으로는 친언니인 캐스커의 이융진이 있다.

## 출연작

### 방송
- 《웃찾사》 (SBS)
  - 해봤어 (2006)
  - 엘비스와 마릴린 (2008)
  - 때요 (2009)
  - 싸랑해요 꼬레아 (2014.05.30 ~ 2014.10.03)
  - 중년의 로망 (2014.09.12 ~ 2014.12.12)
  - 소심한 사람들 (2015.03.22 ~ 2015.03.22)
  - 몰입가족 (2015.03.29 ~ 2015.05.03)
  - 남자끼리 (2015.08.02 ~ 2016.06.24)
  - 환상속의 그녀 (2016.08.24 ~ 2017.01.04)
- 《개그투나잇》 (SBS)
  - 적반하장 (2011.11.05 ~ 2012.05.05)
  - 남자 둘 (2012.06.30)
  - 화성인 가족 (2012.07.21)
  - 쇼 미더 개그 (2012.09.15 ~ 2012.12.22)
  - 사과나무 (2012.11.03 ~ 2013.01.12)
  - 비교충격 (2013.03.23 ~ 2013.04.06)
- 《코미디빅리그》 (tvN)
  - 더폰 (2013.06.29 ~ 2013.07.06)
  - 내 속엔 내가 너무도 많아 (2013.07.13 ~ 2013.08.17)
  - 갑분싸 (2018.10.07 ~ 2019.06.23)
  - 슈퍼스타 김용명 (2020.01.26 ~ 2020.06.21)
  - 2020 슈퍼차 부부 (2020.07.05 ~ )
- 《자기야 - 백년손님》 119회 (SBS)
- 《도전 1000곡》 188회, 236회 (SBS)
- 《나청렴의원 납치사건》 (SBS)
- 《끝에서 두번째 사랑》 (SBS)
- 《자기야 - 백년손님》 359회 (SBS)
- 《초인가족 2017》 (SBS)
- 《화유기》 (tvN)
- 《MBC 스페셜》 768회 : 2018 언니는 살아있다 (MBC)
- 《1호가 될 순 없어》 (JTBC)
- 2020년 SBS 《백종원의 골목식당》 - 게스트 (2020년 12월 2일 방송분 출연)
- 2020년 JTBC 《아는형님》 254회
- 2021년 《황금어장 라디오스타》 728회 (MBC)
- 2021년  SBS 《골 때리는 그녀들》여자 개그우먼 팀 FC개벤져스 전 멤버
- 2022년 tvN 어쩌다 사장2 알바생
- 2022년  JTBC 《아는형님》 337회
- 2022년 SBS 《꼬리에 꼬리를 무는 그날 이야기》여자 개그우먼 장도연 이야기 친구
- 2022년 KBS2 《자본주의 학교》 18회
- TV CHOSUN 《부부선수촌 - 이번 생은 같은 편》 (2023년)
- 2023년 JTBC : 《아는형님》 407회
- 2023년 MBC 《황금어장 라디오스타》 838회
- 2024년 SBS 《동상이몽2 너는 내운명》 338회

## 수상
- 2015 SBS 연예대상 코미디부문 여자우수상

## 가족 관계
- 배우자 : 강재준 (1982년 10월 25일 ~ )[1]
- 자녀 : 2024년 8월 6일 출산
- 강재준과 이은형은 7년만에 임신에 성공하여 예비 부부가 되었다. 아기의 태명은 깡총이다.
- 언니 : 이융진[2] (1981년 7월 21일 ~ )(본명 이은진)
  - 형부 : 토마스 모건 (재독 한국인)
    - 조카 : 윈[3] (재독 한국인, 2019년 2월 ~ )

## 유행어
- "재훈재훈~" "노잼, 핵노잼", "뭐야, 왜 저래?" "Please, 나대지마"- 웃찾사 <남자끼리>